# 소년
소년(少年)은  남성 어린이 또는 청소년을 말한다.
근대 이전에는 기대수명이 짧고 결혼이 빨라서 소년의 기간이 정립되어 있지 않았고, 10대에 결혼하여 경제 활동에 종사하는 경우도 많았기 때문에 청소년기 중 만 16세 이상의 하이틴(high teen)을 소년으로 인식하지 않는 경향이 현대에도 잔존하고 있다.

## 같이 보기
- 어린이
- 청소년
- 소녀